# フトギリ
フトギリ（不登錐）、学名 Terebra pretiosa は、タケノコガイ科に分類される海産の巻貝の一種。タケノコガイ科としては大型で、殻長150mm以上になる。殻は細長い錐形で、黄色がかった地に濃褐色の方形斑をめぐらす。本州中部以南からフィリピンにかけての西太平洋に生息する。
属名 Terebra はラテン語の terebra＝錐（きり）、種小名の pretiosa はラテン語の pretiōsaで、「価値ある、貴重な、高価な」などの意味の形容詞。この種小名は英国のスタインフォース牧師（Francis Stainforth）の発案によるもので、その当時はホロタイプとなった牧師所蔵の標本が世界で唯一の標本だと信じられており、彼のコレクションの目玉の一つであったことに由来する。

## 分布
- 日本（房総半島[5]以南）、東シナ海、南シナ海、フィリピンなど[4][6]。
  - タイプ産地は中国[7]。

## 形態
大きさと形
貝殻は殻高（殻長）150mm前後で、ときに160mmを超える。細長い錐型で、螺塔側面は直線的。螺層は規則的に巻き、成貝では30層に達する。
彫刻
縫合（螺層同士の接合線）の直下には縫合下帯と呼ばれる一定幅の帯状部があり、それより下の部分とは弱い溝で区画される。縫合下帯内には2本の螺肋があり、縦肋と交わって弱い結節列を作る。2本の螺肋間に弱い副肋が認められることもある。縫合下帯より下には湾曲した顕著な縦肋が多数ある。縦肋と縦肋間の幅は概ね同じか縦肋間が若干広い。これに加えて10本前後の細い螺条があり、縦肋と交わって細かい布目状となるが、螺条は縦肋上では弱まったり消えたりすることも多い。
色彩
地色は黄褐色で、周縁と殻底に赤褐色-褐色の色帯がある。この色帯は縦肋も縦肋間も染めるが、所々で途切れて不規則な方形斑になることがある。途切れは特に上層部で顕著で、下層部では途切れが減って多少連続的に見えることもある。縫合下帯にも褐色斑が出るが、彩色が弱いため各螺層は上下の染め分けパターンに見える。殻底の褐色帯の幅には変異がある。
殻口
縦長の平行四辺形で内側も外唇縁も単純。軸唇下端（前端）は捩れて水管溝に連なる。
蓋
濃褐色の革質で、核（成長始点）が下端にある丸みのある平行四辺形で、殻口より小さい。
軟体
頭部や足などの露出部は体全体に比べると小さく、水管も含め全体がほぼ淡色無斑。

## 生態
水深40-120mの砂礫底に生息する。詳しい生態は未詳だが、タケノコガイ科の一般的生態として、肉食性で雌雄異体である。

## 分類
原記載
- 原記載名：　Terebra pretiosa Reeve, 1842[1]
- 原記載文献：　Conch. Syst.. 2: pl. 274, fig.2, p.245.
- 詳しい追記載：　Reeve, 1843[9]　Proc. Zool. Soc. Lond. pt.10, p.200
- タイプ産地：　「China」（中国）[7]。原記載には産地がなかったが、1860年出版の図譜『Concologia Iconica』[7]において追記された。
- タイプ標本：　ホロタイプ（ロンドン自然史博物館所蔵 / 登録番号：1950.11.28.40  / China産）。

## 混乱する学名と和名
「 pretiosa 」という学名や「フトギリ」という和名で呼ばれる貝には地色が黄色いものと白いものの2型があるが、この2型を同種とするか別種とするかは資料によって異なることがある。また学名や和名には「pretiosa」「fujitai」「フトギリ」「フジタギリ」などの名が使用されるが、これらの使用法にも混乱があり、図がない限りこれらの学名や和名がどちらを指すかが分からない場合が多い。
例えば下記の表のように、日本を代表する貝類図鑑である『日本近海産貝類図鑑』の初版（2000年）では2型は同種とされたが、第二版（2017年）では白い型を「フトギリ C. pretiosa」、黄色い型を「フジタギリ Cinguloterebra fujitai」、第二版の正誤表では白い型を「フトギリ Cinguloterebra sp.」、黄色い型を「フジタギリ Cinguloterebra pretiosa」としており、混乱が続いていることがわかる。
なおこれらの図鑑で使用されている属名 Cinguloterebra Oyama, 1961（ラテン語の cingulum（帯・ベルト）とタケノコガイ属の学名 Terebra の合成語）はFedesovら（2020）によって Terebra の異名とされた。
| 資料名                                   | 黄色型                                       | 白色型                             | 備考                                                               |
| ---------------------------------------- | -------------------------------------------- | ---------------------------------- | ------------------------------------------------------------------ |
| 『日本近海産貝類図鑑』（初版）（2000年） | フトギリ C. pretiosa                         | （黄色型と区別せず）               | フジタギリ fujitai をフトギリと同種とした。                        |
| 『日本近海産貝類図鑑 第二版』（2017年）  | フジタギリ C. fujitai (Okutani & Habe, 1975) | フトギリ C. pretiosa (Reeve, 1843) | 両型を別種とし、白色型をフトギリ pretiosa とした。                 |
| 上記『第二版』の正誤表（2017年）         | フジタギリ C. pretiosa (Reeve, 1842)         | フトギリ C. sp.                    | 黄色型を pretiosa とし、白色型は学名未詳とした（作成者は無記名）。 |
| 本項                                     | フトギリ C. pretiosa (Reeve, 1842)           | フジタギリ C. sp. （学名未確定）   | それぞれの名称が提唱された原典に基づく。                           |

このように学名や和名の混乱は未だに解決されていないが、本項では、海産動物のデータベースWoRMSや『日本近海産貝類図鑑 第二版』に従って2型を別種とし、また、それぞれの名称が最初に提唱された時の学名と和名の組合わせに従い、黄色い型を「フトギリ」＝pretiosa 」、白い型を「フジタギリ？」＝「Terebra sp.」としている。白い型の学名は「 fujitai Kuroda & Habe, 1952」とされることもあるが、この学名の使用の可否には諸説ある（#学名の項参照）。
以下は2型を便宜上「黄色型」と「白色型」とし、その特徴と用いられる複数の学名と和名について説明したものである。

### 「黄色型」と「白色型」
「黄色型」と「白色型」の一般的な特徴は次のとおりである。
- 「黄色型」（本項におけるフトギリ T. pretiosa ）

地色は黄色味が強い。周縁の褐色帯は縦肋と縦肋間の両方を染めるが、所々で途切れて方形斑に見えることが多い。縫合下帯内（縫合下にある一定幅の帯状部分）には一般に上下2本の太い螺肋がある。軸唇の捩れと水管溝の傾斜は強いことが多い。pretiosa という学名は元々「黄色型」に対して提唱されたため、日本以外では「黄色型」が pretiosa として図示されるのが普通である。しかし日本では本来の pretiosa である「黄色型」が fujitai の学名で図示されることも多く、混乱がある。「黄色型」に対する和名もフトギリとフジタギリの両方が用いられて混乱があるが、フトギリという和名の原典となる江戸時代の貝類図譜『目八譜』の「不登錐」（フトギリ）は「黄色型」の可能性が高いものである。
- 「白色型」

地色は白味が強い。周縁の褐色帯は縦肋間はよく染めるが縦肋は淡色のことが多く、目立つ途切れが少ないため、ぼんやりとした周縁色帯があるように見えることが多い。縫合下帯内には一般に数本の細い螺肋がある。軸唇の捩れと水管溝の傾斜は強くないことが多い。 日本以外では「白色型」が fujitai として図示されることが多い。これは fujitai という学名は Reeve（1860）の「図30b」に対して最初に提唱された名で、その図が「白色型」に相当すると考えているからである。しかし日本では本来は「黄色型」を指す pretiosa の名で「白色型」が図示されることも多く、混乱がある。 「白色型」に対する和名にはフトギリが用いられることが多いが、fujitai という学名の提唱者の一人である波部忠重博士は、海外で「白色型」と認識されている Reeve（1860）の「30b 図がフジタギリ （＝fujitai） 」であると明言している。
- 「黄色型」と「白色型」とを同種とする場合

両型はKuroda & Habe（1952）が別種として区別するまでは同種として扱われていたが、それ以降でも2型を同種内の変異と見なす考えもある。その場合は両型をまとめて和名をフトギリ、学名を pretiosa として扱い、フジタギリや fujitai の名は無効名として使用されないので特に混乱はない。
- 「黄色型」と「白色型」とを別種とする場合

奥谷（1986）はじめ、『日本近海産貝類図鑑 第二版』（2017）やWoRMSは2型を別種として区別しており、本項もそれに従っているが、このように2型を別種とする場合、資料によって pretiosa と fujitai の学名がどちらの型にも使用され、更には fujitai の記載者を誰とするかも資料によって異なるなど、複数の混乱がある。以下はこれら混乱する個々の学名と和名についての説明である。

### 学名
「黄色型」と「白色型」に用いられる複数の学名は以下のとおりである。「fujitai 」という学名に関しては記載者や記載年が異なる複数のバージョンがあるため、それらも分けた説明となっている。
「pretiosa Reeve, 1842 」という学名
- 「黄色型」に与えられた最古で有効な学名である。
- 最古であるため2型を同種として扱う場合にも使用される学名である。

Reeve（1842）による Terebra pretiosa の記載文も図も「黄色型」の特徴をよく描写しており、日本以外では「黄色型」を指す学名として一般に使用されている。また「黄色型」と「白色型」とを同種と見なす場合にも、それらを指す最古の有効名として使用される。これに対し、日本の代表的な貝類図鑑『近海産貝類図鑑（第二版）』（2017） では、「黄色型」が「フジタギリ fujitai 」として図示された上で、「海外の文献にはフトギリとフジタギリの学名を逆にして表示するものがある」と解説されている。このように「黄色型」を「フジタギリ fujitai 」とする例は日本の複数の文献（後述）に見られるが、「黄色型」に pretiosa 以外の名を使用する正統な理由は見当たらず、むしろ日本の文献が世界と逆になっている。なお同図鑑の正誤表では「黄色型」の学名が pretiosa に訂正され、海外文献との齟齬が解消されているが、「海外の文献には…」の一文の削除指示がないため、新たな齟齬が生じる可能性がある。

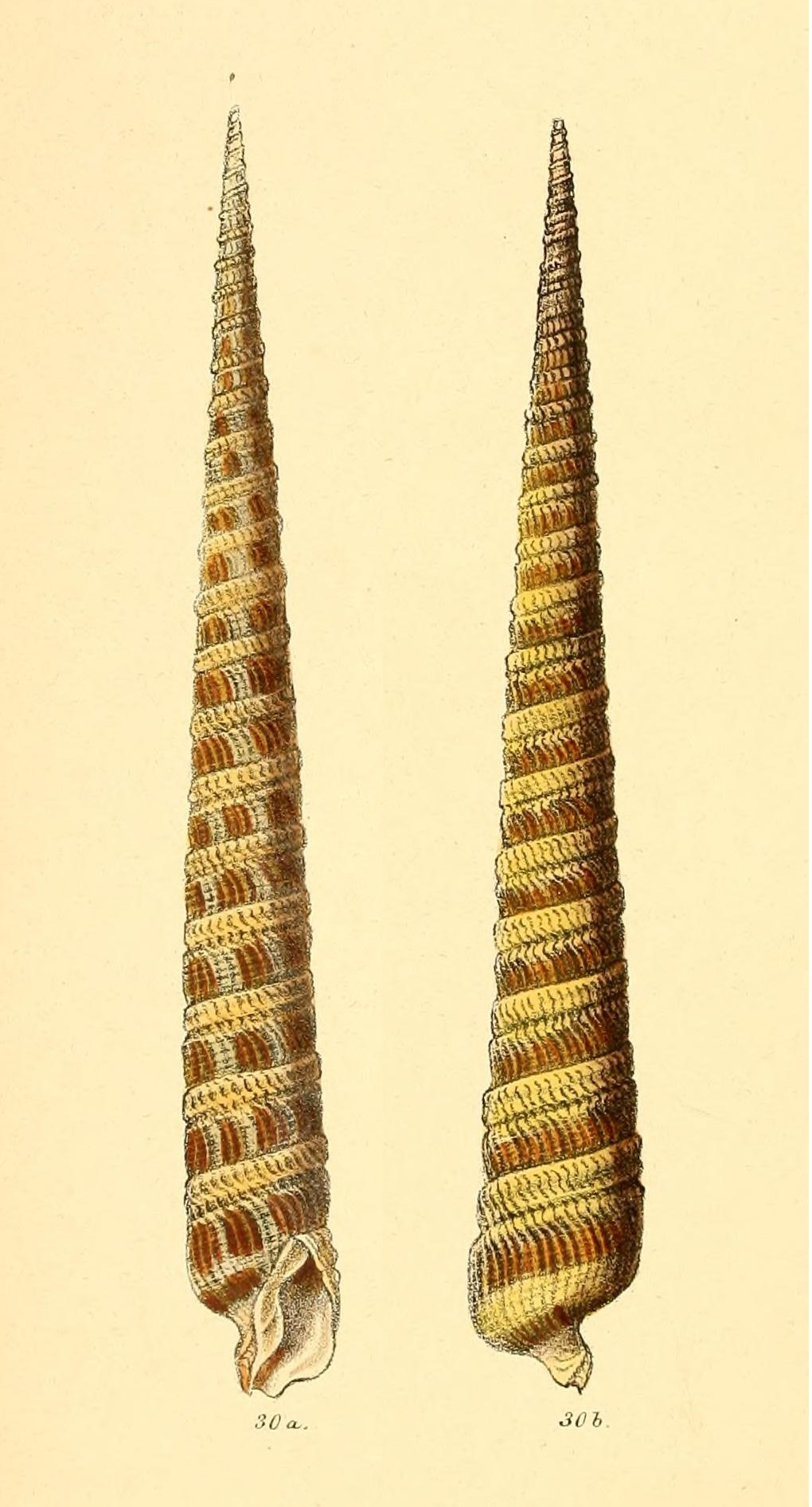
Reeve (1860)より
左(30a) フトギリ pretiosa のホロタイプ
右(30b) フジタギリ fujitai と命名された図

「fjujitai Kuroda & Habe, 1952 」という学名
- Reeve （1860）の図「30b」に与えられた学名である。
- 海外では「白色型」に、日本では「黄色型」に使用されることが多い学名である。
- ただし命名規約上は裸名で不適格（＝”使用不可”）とされることもある学名である。

この学名は Kuroda & Habe（1952）が日本産海産貝類の種名リスト「Check List」の中で提唱したものである。それまで同種とされてきた Reeve（1860）の pretiosa の図「30a」（「黄色型」）と「30b」（「白色型」とされることがある）とを別種として分け、分離された「30b」の方に Terebra fujitai という新学名を与えた。しかし記載（区別点を示す説明）がなく、引用された Reeve（1860）には記載文があるが、「30a」と「30b」を同種として扱っていて両者の区別点は書かれていない。そのため波部忠重自身も「fujitai Kuroda & Habe, 1952」は裸名（名前の提示だけで記載文が伴わない不適格名）であるとし、これに代わり「 fujitai Habe & Okutani, 1975」（下記参照）を適格名とした。しかしTerryn（2007）などは「 fjujitai Kuroda & Habe, 1952 」を「白色型」に対する有効名として使用し、同じくTerrynが担当した海産動物データベースのWoRMSでも有効名としていて、この学名の適格性や有効性の解釈は一定でない。また、「30b」が白色型であるかどうかの問題も残っており、多数の貝類を実見した経験豊富な Reeve が2個を同種として並べて図示していることや、図「30b」の地色も黄色っぽく描かれていることから、 Reeve の判断どおり「30b」も「黄色型」の斑紋変異の可能性もある。その場合には「 fjujitai Kuroda & Habe, 1952」が適格名だとしても pretiosa の新参異名となる。
「fjujitai Okutani & Habe, 1952」という学名
- 架空の学名である。

この学名は肥後・後藤（1993）『日本及び周辺地域産軟体動物総目録』に「 Myurella fujitai (Okutani & Habe, 1952) フジタギリ」と見えるほか、ウェブ上の複数のページにも見られるが、Okutani & Habe が1952年に fujitai を記載した事実はなく、上記「Kuroda & Habe, 1952」と下記「Okutani & Habe, 1975」とのハイブリッドのような架空の学名であり、使用不可である。
「fujitai Shikama & Horikoshi, 1963」という学名
- 命名規約上で fujitai の適格名となる可能性の高い学名である。
- ただし pretiosa Reeve, 1842 「黄色型」の異名である。

この学名は鹿間時夫・堀越増興（1963）が『原色図鑑 世界の貝』（北隆館）において「黄色型」を「フジタギリ Terebrra (Myurella) fujitai Kuroda et Habe」の名で図示し、その特徴を解説したことに由来する。上記の Kuroda & Habe, 1952 が命名規約上不適格であれば、こちらが fjujitai の最初の適格な記載となり、記載者は Shikama & Horikoshi, 1963 となる。ただし図も解説も明らかに「黄色型」を示している以上、適格名であっても pretiosa Reeve, 1842の新参異名として無効名となる。
「fjujitai Okutani & Habe, 1975」という学名
- 「黄色型」に用いられることがある学名である。
- ただし pretiosa Reeve, 1842及び fujitai Shikama & Horikoshi, 1963の新参異名である。

この学名は1975年出版の『学研中高生図鑑 I 巻貝』において「黄色型」が「フジタギリ Myurella fujitai Kuroda et Habe」の名で図示解説されたのを fujitai の原記載だと見なすことに由来する。波部（1977）は「 fujitai Kuroda et Habe, 1952」は記載が伴わない不適格名で、『学研中高生図鑑』で初めて記載（特徴の説明）が伴って適格名となったと解し、 fujitai の記載者を Kuroda & Habe, 1952から同図鑑の著者の Habe & Okutani, 1975に変更した。しかし同図鑑の著者表記は不明確で、同書が1988年に別標題で出版された際には「執筆・指導：奥谷喬司・波部忠重」となったことから、同図鑑の fjujitai の記載者も波部自身により Habe & Okutani, 1975から Okutani & Habe, 1975に最終的に変更された:xiv-xv。しかし上記のとおり fujitai の名は鹿間・堀越（1963）による適格名として先取されている上に、「黄色型」を図示解説したものである以上 pretiosa の新参異名となる。また Kuroda & Habe（1952）が fujitai の名を与えたのがReeveの「30b」であるにも拘らず、その後に出版されたこれらの図鑑が pretiosa そのものである「30a」（「黄色型」）に fujitai の名を繰り返し再命名したことで、fujitai ＝「黄色型」という認識が日本国内に広まり、「30b」＝fujitai ＝「白色型」 とする海外の文献との間に混乱が生じることになった。

### 和名
「フトギリ」という和名
- 原典「目八譜」では「黄色型」を指すが、しばしば「白色型」に使用される和名である。
- 2型を同種とする場合にも使用される最古の和名である。

この和名は武蔵石壽による江戸末期の貝類図譜『目八譜』の「不登錐」（フトギリ）を原典とする。同書の図はやや精密さに欠けるが、上層部には方形斑が描かれ、説明文には「肌紅褐色黄色斑文」（地肌は赤褐色で黄色の斑紋がある）とあり、地と斑の解釈が逆になっているが「黄色型」の特徴を示している。明治になり岩川友太郎（1909）が帝室博物館所蔵の『貝類標本目録 第1編』を出版した際、この『目八譜』を和名の出典として館所蔵の標本に「フトギリ pretiosa 」の名を付して掲載し、以後はこの和名と学名の組み合わせが長く使用されることになった。同目録には図も解説もないため実際の標本がどのようのものかは目録からは不明だが、この当時は2型が区別されていなかったため、フトギリという和名も2型を包含していたものと言える。
大正時代には平瀬与一郎が木版図譜『貝千種』（1915）で紀伊産の「白色型」を「フトギリ pretiosa 」の名で図示し、日本産タケノコガイ科の総説『日本産笋貝類図説』（1917）でも「白色型」を同名で図示解説した。図はどちらも「白色型」であるが、Reeve （1860）や『目八譜』をシノニムリストに挙げていることから、岩川と同様に両型を包含したものを「フトギリ pretiosa 」と見なしていたことになる。更にその後出版された『天然色写真 日本貝類図譜』（1934）や、特に「 fjujitai Kuroda & Habe, 1952」の名が提唱された後に出版された 『原色日本海類図鑑』（1954）や『原色日本海類図鑑 増補改定版』（1959）でも「フトギリ pretiosa」として図示されたのが専ら「白色型」であったため、本来の「不登錐」や「pretiosa」が「黄色型」であるにも拘らず、 日本では「白色型」こそが「フトギリ」であり「 pretiosa 」であるという認識が定着していった。
「フジタギリ」という和名
- 正式には Reeve（1860）の図「30b」（＝「白色型」？）に与えられた和名である。
- しかし fujitai の学名と共に「黄色型」に対ししばしば誤用されることのある和名である。

この和名は黒田徳米の命名で、 fujitai という学名とセットで Reeve（1860）の図「30b」に与えられた和名であることを波部は強調明言している:890。この元祖 フジタギリ fujitai であるReeveの図「30b」は海外では一般に「白色型」と見なされることが多いのに対し、日本の図鑑では専ら「黄色型」が「フジタギリ fujitai 」の名で図示されたため、本来の pretiosa （図30a）こそが「フジタギリ fujitai 」であるという誤認が広まり、混乱が生じたのは上述の通りである。
藤田正の”本家フジタギリ”
「フタジギリ」や「 fujitai 」の名は貝類学会の創立会員である藤田正（ふじた ただし：1903-2001）に献名されたものとされている。1923年、水産講習所の学生であった藤田は、臨海実習の折り千葉館山の網干し場で種名の判らない大型のタケノコガイ科を拾った。それを京都帝国大学の黒田徳米博士に見てもらったところ新種と判断され、後に Kuroda & Habe（1952）によって fujitai （フジタギリ）と名づけられたのだという。これをそのまま受け入れるなら、藤田が館山で拾った”フジタギリ”は、後に fujitai と命名されることになった Reeve の図「30b」のような貝、すなわち「白色型」だったことになる。しかし藤田自身はこの”新種発見”の経緯について、「平瀬介館から出版されたタケノコ貝図説を調べたが、腑に落ちない点もあり」京大の黒田博士を訪ねたと述べている。その結果、黒田によって新種と判断されたのだが、藤田が参照したという「タケノコ貝図説」こと『日本産笋貝類図説』には「白色型」が「 pretiosa フトギリ」として掲載されており、且つ平瀬介館の研究員としてこの図説の出版に深く関わった黒田が、同書に掲載されている「白色型」を見て新種だと判断する可能性は低い。また藤田と直接交流があった研究者らが図示する「フジタギリ」が全て「黄色型」であることや、実際に館山周辺から記録されているのも「黄色型」のみであることからも、藤田が拾った本家「フジタギリ」は「黄色型」、すなわち典型的な pretiosa （フトギリ）であった可能性が高いことになる。これに対し、黒田が後に出版物上で「フジタギリ fujitai 」の新名を与えたのが「白色型」と見なされるReeve（1860） の図「30b」であったことが和名や学名を巡る全ての混乱の原因となっているが、黒田がそうした理由は不明である。

## 人との関係
食用などには利用されないが、収集家などに貝殻が珍重されたことがある。新種として発表された1842年にはスタインフォース牧師（Francis Stainforth）所有のものが唯一個体とされ、そのコレクションンの目玉の一つとして pretiosa と命名されたのは冒頭にあるとおりである。その約120年後に日本で出版された『世界の貝』（1964年、北隆館）にも、「美しい黄色地に濃褐色方斑があり、はでである。紀伊や土佐のエビ網にかかるが極めて稀である。おそらく本種が日本産キリガイ中の王様といえるかもしれない」とあり、100年以上の時を越えて収集家の間で本種の貝殻に価値が見出されていたことが窺える。